# 贵州赛爵床
贵州赛爵床（学名：Calophanoides kouytcheensis）为爵床科杜根藤属的植物，是中国的特有植物。分布于中国大陆的贵州、云南等地，生长于海拔900米的地区，目前尚未由人工引种栽培。